# Masa

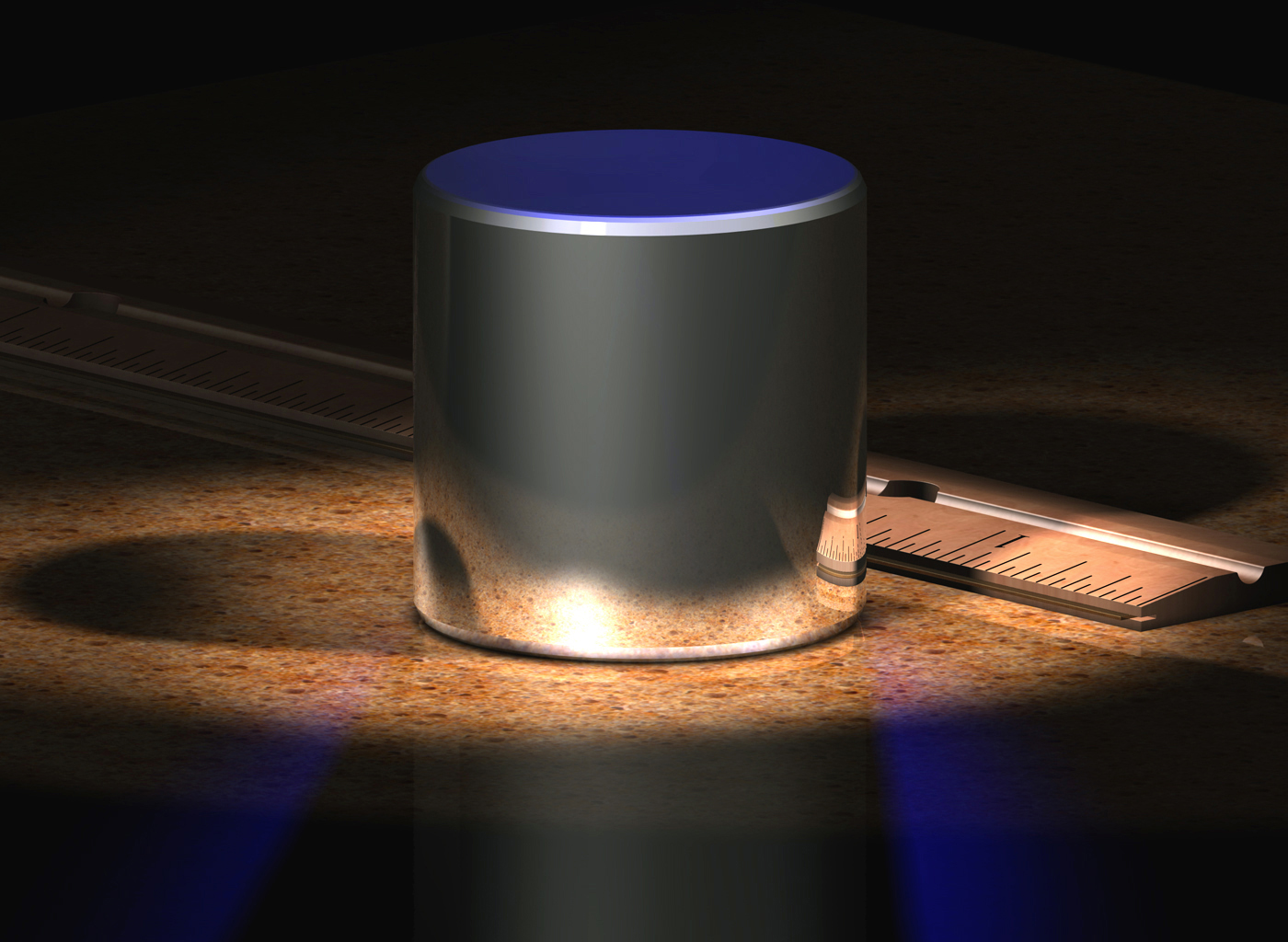
Patrón de un kilogramo, obsoleto desde 2019

El kilogramo es una de las siete unidades de base SI y uno de los tres que se define ad hoc (es decir, sin referencia a otra unidad base).

En física, la masa (del latín massa) es una magnitud física y propiedad general de la materia que expresa la inercia o resistencia al cambio de movimiento de un cuerpo. De manera más precisa es la propiedad de un cuerpo que determina su aceleración, cuando éste se encuentra bajo la influencia de una fuerza dada. Es una propiedad intrínseca de los cuerpos que determina la medida de la masa inercial y de la masa gravitacional. La unidad utilizada para medir la masa en el Sistema Internacional de Unidades es el kilogramo (kg).
No debe confundirse con el peso, que es una magnitud vectorial que representa una fuerza cuya unidad utilizada en el Sistema Internacional de Unidades es el newton (N), si bien a partir del peso de un cuerpo en reposo (atraído por la fuerza de la gravedad), puede conocerse su masa al conocerse el valor de la gravedad. Tampoco se debe confundir masa con la cantidad de sustancia, cuya unidad en el Sistema Internacional de Unidades es el mol.

## Historia
Si bien el concepto de masa de un objeto y el peso son nociones precientíficas, es a partir de las reflexiones de Galileo, René Descartes y muy especialmente a partir de Isaac Newton cuando surge la noción moderna de masa. Así, el concepto de masa nace de la confluencia de dos leyes: la ley de gravitación universal de Newton y la segunda ley de Newton (o 2.º principio). Según la ley de la gravitación universal, la atracción entre dos cuerpos es proporcional al producto de dos constantes, denominadas masa gravitacional —una de cada uno de ellos—, siendo así la masa gravitatoria una propiedad de la materia en virtud de la cual dos cuerpos se atraen; por la 2.ª ley de Newton, la fuerza aplicada sobre un cuerpo es directamente proporcional a la aceleración que experimenta, denominándose a la constante de proporcionalidad: masa inercial de un cuerpo.
Para Einstein la gravedad es una consecuencia de la geometría del espacio-tiempo: una curvatura de la geometría del espacio-tiempo por efecto de la masa de los cuerpos.
Ni para Newton ni para otros físicos anteriores a Einstein, era obvio que la masa inercial y la masa gravitatoria coincidieran. Loránd Eötvös llevó a cabo experimentos muy cuidadosos para detectar si existía diferencia entre ambos, pero ambas parecían coincidir con alta precisión y posiblemente serían iguales. De hecho, todos los experimentos muestran resultados compatibles con la igualdad de ambas. Para la física clásica prerrelativista esta identidad era accidental. Ya Newton, para quien peso e inercia eran propiedades independientes de la materia, propuso que ambas cualidades son proporcionales a la cantidad de materia, a la cual denominó «masa». Sin embargo, para Einstein, la coincidencia de masa inercial y masa gravitacional fue un dato crucial y uno de los puntos de partida para su teoría de la relatividad y, por tanto, para poder comprender mejor el comportamiento de la naturaleza. Según Einstein, esa identidad significa que: «la misma cualidad de un cuerpo se manifiesta, de acuerdo con las circunstancias, como inercia o como el peso».
Esto llevó a Einstein a enunciar el principio de equivalencia: «las leyes de la naturaleza deben expresarse de modo que sea imposible distinguir entre un campo gravitatorio uniforme y un sistema referencial acelerado.» Así pues, «masa inercial» y «masa gravitatoria» son indistinguibles y, consecuentemente, cabe un único concepto de «masa» como sinónimo de «cantidad de materia», según formuló Newton.
Tradicionalmente, se pensó que la masa medía la cantidad de materia. En palabras de D. M. McMaster: «la masa es la expresión de la cantidad de materia de un cuerpo, revelada por su peso, o por la cantidad de fuerza necesaria para producir en un cuerpo cierta cantidad de movimiento en un tiempo dado». Sin embargo, esta interpretación ha sido parcialmente falseada, por el conocimiento moderno. Se sabe que la masa de las partículas subatómicas, no depende de la cantidad de algo específico en ese tipo de materia, sino de su interacción con el bosón de Higgs, o bien de la energía de ligadura de los cuarks que constituyen la mayor parte de la materia másica, no tanto de algo que se pueda denominar "cantidad de materia".
En la física clásica, la masa es una constante de un cuerpo. En física relativista, la masa aparente es función creciente de la velocidad que el cuerpo posee respecto al observador (de hecho, en relatividad se abona la idea fundamental de definir la masa «verdadera» como el valor de la fuerza entre la aceleración experimentada, ya que este cociente depende de la velocidad). Además, la física relativista demostró la relación de la masa con la energía, quedando probada en las reacciones nucleares; por ejemplo, en la explosión de una bomba atómica queda que la masa no se conserva estrictamente, como sucedía con la masa mecánica de la física prerrelativista.

## Fenómenos
Existen varios fenómenos distintos que pueden utilizarse para medir la masa. Aunque algunos teóricos han especulado con la posibilidad de que algunos de estos fenómenos sean independientes entre sí, los experimentos actuales no han encontrado diferencias en los resultados independientemente de cómo se mida:
- Masa inercial mide la resistencia de un objeto a ser acelerado por una fuerza (representada por la relación 1=F=ma).
- La «masa gravitatoria activa» determina la fuerza del campo gravitatorio generado por un objeto.
- La «masa gravitatoria pasiva» mide la fuerza gravitatoria ejercida sobre un objeto en un campo gravitatorio conocido.

La masa de un objeto determina su aceleración en presencia de una fuerza aplicada. La inercia y la masa inercial describen esta propiedad de los cuerpos físicos a nivel cualitativo y cuantitativo respectivamente. Según la segunda ley del movimiento de Newton, si un cuerpo de masa fija m está sometido a una sola fuerza F, su aceleración a viene dada por F'/m. La masa de un cuerpo también determina el grado en que genera y es afectado por un campo gravitatorio. Si un primer cuerpo de masa mA se coloca a una distancia r (centro de masa a centro de masa) de un segundo cuerpo de masa mB, cada cuerpo está sujeto a una fuerza de atracción Fg = GmAmB/r2, donde G = 6.67×10−11 N⋅kg−2⋅m² es la constante de gravitación universal. A veces se la denomina masa gravitatoria. Repetidos experimentos desde el siglo XVII han demostrado que la masa inercial y la gravitatoria son idénticas; desde 1915, esta observación ha sido incorporada a priori en el principio de equivalencia de la relatividad general.

## Unidades de masa

El kilogramo es una de las siete unidades base del Sistema Internacional de Unidades (SI)

La unidad de masa del Sistema Internacional de Unidades (SI) es el kilogramo (kg). El kilogramo tiene 1000 gramos (g), y se definió por primera vez en 1795 como la masa de un decímetro cúbico de agua en el punto de fusión del hielo. Sin embargo, debido a la dificultad de medir con precisión un decímetro cúbico de agua a la temperatura y presión especificadas, en 1889 se redefinió el kilogramo como la masa de un objeto metálico, y así se independizó del metro y de las propiedades del agua, siendo éste un prototipo de cobre del grave en 1793, el Kilogramme des Archives de platino en 1799, y el prototipo internacional del kilogramo de platino-iridio (IPK) en 1889.
Sin embargo, se ha comprobado que la masa del IPK y sus copias nacionales se desvían con el tiempo. La redefinición del kilogramo y de varias otras unidades entró en vigencia el 20 de mayo de 2019 tras la votación final de la CGPM en noviembre de 2018. La nueva definición utiliza únicamente cantidades invariantes de la naturaleza: la velocidad de la luz, la «frecuencia hiperfina del cesio», la constante de Planck y la carga elemental.
Entre las unidades no SI aceptadas para su uso con las unidades SI se encuentran:
- la tonelada (t) o «tonelada métrica», que equivale a 1000 kg
- el electronvoltio (eV), una unidad de energía, utilizada para expresar la masa en unidades de eV/c² mediante la equivalencia entre masa y energía
- el dalton (Da), equivalente a 1/12 de la masa de un átomo libre de carbono-12, aproximadamente  1.66 × 10−27 kg.[note 2]

Fuera del sistema SI, otras unidades de masa incluyen:
- el slug (sl), una «unidad imperial» de masa (unos 14.6 kg)
- la libra (lb), una unidad de masa (alrededor de 0.45 kg), que se utiliza junto a la igualmente denominada libra-fuerza (alrededor de 4.5 N), una unidad de fuerza[note 3]
- la masa de Planck (aproximadamente  2.18 × 10−8 kg), una cantidad derivada de las constantes fundamentales
- la masa solar, definida como la masa del Sol, utilizada principalmente en astronomía para comparar grandes masas como estrellas o galaxias (≈  1.9 × 1030 kg)
- la masa de una partícula, identificada con su longitud de onda Compton inversa (1 cm−1 ≘  3.52 × 10−41 kg)
- la masa de una estrella o agujero negro, identificada con su radio de Schwarzschild (1 cm ≘  6.73 × 1024 kg).

## Definiciones
En las ciencias físicas, uno puede distinguir conceptualmente entre al menos siete aspectos diferentes de masa, o siete nociones físicas que involucran el concepto de masa. Cada experimento hasta la fecha ha demostrado que estos siete valores son proporcionales, y en algunos casos iguales, y esta proporcionalidad da lugar al concepto abstracto de masa. Hay varias formas de medir o definir operativamente la masa:
- La masa inercial es una medida de la resistencia de un objeto a la aceleración cuando se aplica una fuerza. Se determina aplicando una fuerza a un objeto y midiendo la aceleración que resulta de esa fuerza. Un objeto con una masa inercial pequeña acelerará más que un objeto con una masa inercial grande cuando actúa sobre él la misma fuerza. Se dice que el cuerpo de mayor masa tiene mayor inercia.
- La masa gravitacional activa[13] es una medida de la fuerza del flujo gravitacional de un objeto (el flujo gravitacional es igual a la integral de superficie del campo gravitacional sobre una superficie envolvente). El campo gravitacional se puede medir permitiendo que un pequeño «objeto de prueba» caiga libremente y midiendo su aceleración de caída libre. Por ejemplo, un objeto en caída libre cerca de la Luna está sujeto a un campo gravitacional más pequeño y, por lo tanto, acelera más lentamente que el mismo objeto si estuviera en caída libre cerca de la Tierra. El campo gravitacional cerca de la Luna es más débil porque la Luna tiene una masa gravitacional menos activa.
- La masa gravitacional pasiva es una medida de la fuerza de la interacción de un objeto con un campo gravitatorio. La masa gravitacional pasiva se determina dividiendo el peso de un objeto por su aceleración en caída libre. Dos objetos dentro del mismo campo gravitacional experimentarán la misma aceleración; sin embargo, el objeto con una masa gravitacional pasiva más pequeña experimentará una fuerza menor (menos peso) que el objeto con una masa gravitacional pasiva más grande.
- La energía también tiene masa según el principio de equivalencia entre masa y energía. Esta equivalencia se ejemplifica en una gran cantidad de procesos físicos que incluyen la creación de pares, la fusión nuclear y la curvatura gravitacional de la luz. La producción de pares y la fusión nuclear son procesos en los que cantidades medibles de masa se convierten en energía o viceversa. En la curvatura gravitacional de la luz, se muestra que los fotones de energía pura exhiben un comportamiento similar a la masa gravitacional pasiva.
- La curvatura del espacio-tiempo es una manifestación relativista de la existencia de masa. Tal curvatura es extremadamente débil y difícil de medir. Por esta razón, la curvatura no se descubrió hasta después de que fuera predicha por la teoría de la relatividad general de Einstein. Los relojes atómicos extremadamente precisos en la superficie de la Tierra, por ejemplo, miden menos tiempo (corren más lento) en comparación con relojes similares en el espacio. Esta diferencia en el tiempo transcurrido es una forma de curvatura llamada dilatación gravitacional del tiempo. Se han medido otras formas de curvatura utilizando el satélite Gravity Probe B.
- La 'masa cuántica' se manifiesta como una diferencia entre la frecuencia cuántica de un objeto y su número de onda. La masa cuántica de una partícula es proporcional a la longitud de onda Compton inversa y se puede determinar mediante varias formas de espectroscopía. En la mecánica cuántica relativista, la masa es una de las etiquetas de representación irreductibles del grupo de Poincaré.

## Masa en la física prerrelativista

### Masa inercial
La masa inercial para la física clásica viene determinada por la segunda y tercera ley de newton. Dados dos cuerpos, A y B, con masas inerciales mA (conocida) y mB (que se desea determinar), en la hipótesis dice que las masas deben ser constantes y que ambos cuerpos están aislados de otras influencias físicas, de forma que la única fuerza presente sobre A es la que ejerce B, denominada FAB, y la única fuerza presente sobre B es la que ejerce A, denominada FBA, de acuerdo con la segunda ley de Newton: 
{\displaystyle F_{AB}=m_{A}a_{A}\,\!}
{\displaystyle F_{BA}=m_{B}a_{B}\,\!}.
donde aA y aB son las aceleraciones de A y B, respectivamente. Es necesario que estas aceleraciones no sean nulas, es decir, que las fuerzas entre los dos objetos no sean iguales a cero. Una forma de lograrlo es, por ejemplo, hacer colisionar los dos cuerpos y efectuar las mediciones durante el choque.
La Tercera Ley de Newton afirma que las dos fuerzas son iguales y opuestas:
{\displaystyle F_{AB}=-F_{BA}\,\!}.
Sustituyendo en las ecuaciones anteriores, se obtiene la masa de B como
{\displaystyle m_{B}={a_{A} \over a_{B}}m_{A}\,\!}.
Así, el medir aA y aB permite determinar mB en relación con mA, que era lo buscado. El requisito de que aB sea distinto de cero hace que esta ecuación quede bien definida.
En el razonamiento anterior se ha supuesto que las masas de A y B son constantes. Se trata de una suposición fundamental, conocida como la conservación de la masa, y se basa en la hipótesis de que la materia no puede ser creada ni destruida, solo transformada (dividida o recombinada). Sin embargo, a veces es útil considerar la variación de la masa del cuerpo en el tiempo; por ejemplo, la masa de un cohete decrece durante su lanzamiento. Esta aproximación se hace ignorando la materia que entra y sale del sistema. En el caso del cohete, esta materia se corresponde con el combustible que es expulsado; la masa conjunta del cohete y del combustible es constante.

### Masa gravitacional
Considérense dos cuerpos A y B con masas gravitacionales MA y MB, separados por una distancia |rAB|. La ley de la gravitación de Newton dice que la magnitud de la fuerza gravitatoria que cada cuerpo ejerce sobre el otro es

{\displaystyle |F|={GM_{A}M_{B} \over |r_{AB}|^{2}}}

donde G es la constante de gravitación universal. La sentencia anterior se puede reformular de la siguiente manera: dada la aceleración g de una masa de referencia en un campo gravitacional (como el campo gravitatorio de la Tierra), la fuerza de la gravedad en un objeto con masa gravitacional M es de la magnitud

{\displaystyle |F|=Mg\,\!}.

Esta es la base según la cual las masas se determinan en las balanzas. En las balanzas de baño, por ejemplo, la fuerza |F| es proporcional al desplazamiento del muelle debajo de la plataforma de pesado (véase ley de elasticidad de Hooke), y la escala está calibrada para tener en cuenta g de forma que se pueda leer la masa M.

### Equivalencia de la masa inercial y la masa gravitatoria
Se demuestra experimentalmente que la masa inercial y la masa gravitacional son iguales —con un grado de precisión muy alto—. Estos experimentos son esencialmente pruebas del fenómeno ya observado por Galileo de que los objetos caen con una aceleración independiente de sus masas (en ausencia de factores externos como el rozamiento).
Supóngase un objeto con masas inercial y gravitacional m y M, respectivamente. Si la gravedad es la única fuerza que actúa sobre el cuerpo, la combinación de la segunda ley de Newton y la ley de la gravedad proporciona su aceleración como:

{\displaystyle a={M \over m}g}

Por tanto, todos los objetos situados en el mismo campo gravitatorio caen con la misma aceleración si y solo si la proporción entre masa gravitacional e inercial es igual a una constante. Por definición, se puede tomar esta proporción como 1.

## Masa en la física relativista

### Relatividad especial
En la teoría especial de la relatividad la «masa inercial» definida como el cociente entre la fuerza aplicada a un cuerpo y la aceleración que experimenta, depende de la velocidad del cuerpo, por lo que es una propiedad intrínseca del cuerpo. Por esa razón se define otra magnitud intrínseca llamada masa en reposo, que se determina en un sistema de referencia en el que la masa está en reposo (conocido como «sistema de reposo»). De hecho, a efectos prácticos, el método de la física clásica para determinar la masa inercial sigue siendo válido, siempre que la velocidad del objeto sea mucho menor que la velocidad de la luz, de forma que la mecánica newtoniana siga siendo válida.
En la mecánica relativista, la masa en reposo de una partícula libre está relacionada con su energía y su momento lineal según la siguiente ecuación:

{\displaystyle {E^{2} \over c^{2}}=m^{2}c^{2}+p^{2}}.

Que se puede reordenar de la siguiente manera:

{\displaystyle E=mc^{2}{\sqrt {1+\left({p \over mc}\right)^{2}}}}

El límite clásico se corresponde con la situación en la que el momento p es mucho menor que mc, en cuyo caso se puede desarrollar la raíz cuadrada en una serie de Taylor:

{\displaystyle E=mc^{2}+{p^{2} \over 2m}+\dots }

El término principal, que es el mayor, es la energía en reposo de la partícula. Si la masa es distinta de cero, una partícula siempre tiene como mínimo esta cantidad de energía, independientemente de su cantidad de movimiento o momentum. La energía en reposo, normalmente, es inaccesible, pero puede liberarse dividiendo o combinando partículas, como en la fusión y fisión nucleares. El segundo término es la energía cinética clásica, que se demuestra usando la definición clásica de momento cinético o momento lineal:

{\displaystyle p=mv\,\!}

y sustituyendo para obtener:

{\displaystyle E=mc^{2}+{mv^{2} \over 2}+...}

La relación relativista entre energía, masa y momento también se cumple para partículas que no tienen masa (que es un concepto mal definido en términos de mecánica clásica). Cuando m = 0, la relación se simplifica en

{\displaystyle E=pc\,\!}

donde p es el momento relativista.
Esta ecuación define la mecánica de las partículas sin masa como el fotón, que son las partículas de la luz.

### Relatividad general
El concepto de masa en relatividad general es mucho más sutil que su análogo en relatividad especia. De hecho, en general, la teoría general de la relatividad no existe un concepto único de masa, sino que el concepto de la relatividad especial se generaliza de varias maneras diferentes y no equivalentes. De hecho, hay varias maneras de concebir la masa en relatividad general, dependiendo del caso. Par algunos tipos de espacio-tiempo complejos no-estacionarios de hecho ni siquiera puede definirse el concepto de masa de manera físicamente objetiva y no ambigua. Igualmente, no existe en general un tensor-energía impulso del campo gravitatorio que represente la energía local del campo gravitatorio o el espacio-tiempo, cosa que conduce a ciertos problemas a la hora de definir la energía total, como magnitud global.

## Masa en la física cuántica de campos
La noción clásica y relativista de masa ha sido revisada en la moderna teoría cuántica de campos. En la formulacion de dicha teoría, los campos cuánticos se pueden manifestar como partículas individuales de un cierto tipo. Algunas de esas partículas subatómicas son partículas con masa. La masa de dicha partícula es una magnitud física precisa, pero que no está asociada a algo como la "cantidad de materia". De hecho, desde la perspectiva de la teoría cuántica de campos existen dos procesos físicos por los cuales una partícula subatómica parece dotada de masa:
- El mecanismo de Higgs, por el cual, el campo cuántico asociado a un tipo específico de partícula interacciona con el campo de Higgs que inunda todo el universo. Como resultado de esa interacción la propagación del campo se hace a velocidades sublumínicas. Esa velocidad de propagación además depende de la energía de la partícula, por lo que la interacción entre la partícula y el campo de Higgs, hace que esta sea percibida como una partícula con masa. Este es el factor principal de la masa de partículas elementales como los leptones, los cuarks y los bosones W y Z.
- Para algunas partículas subatómicas compuestas como los hadrones existe un proceso físico adicional que hace que tengan una masa bastante mayor a la que tendrían si únicamente fueran afectadas por el campo de Higgs. Se trata del efecto inercial adicional asociada a la energía de ligadura asociada a la interacción cromodinámica entre los cuarks que constituyen dichas partículas. Así más del 98 % de la masa del protón se debe a este efecto,[14] si no existiera la masa del protón y de toda la materia másica conocida sería unas sesenta veces menor.

## Masa convencional
Según el documento D28 Conventional value of the result of weighing in air de la Organización Internacional de Metrología Legal (OIML), la masa convencional de un cuerpo es igual a la masa de un patrón de densidad igual a 8000 kg/m³ que equilibra en el aire a dicho cuerpo en condiciones convencionalmente escogidas: temperatura del aire igual a 20 °C y densidad del aire igual a 0,0012 g/cm³.
Esta definición es fundamental para un comercio internacional sin controversias sobre pesajes realizados bajo distintas condiciones de densidad del aire y densidad de los objetos. Si se pretendiera que las balanzas midan masa, sería necesario contar con patrones de masa de la misma densidad que los objetos cuya masa interese determinar, lo que no es práctico y es la razón por la que se definió la Masa Convencional, la cual es la magnitud que miden las balanzas con mayor precisión.